# دروفینو
دروفینو (به لاتین: Drofino) یک منطقهٔ مسکونی در اوکراین است که در شبه‌جزیره کریمه واقع شده‌است. دروفینو ۰٬۹۴ کیلومتر مربع مساحت و ۹۹۵ نفر جمعیت دارد.